# Miturga gilva
Miturga gilva är en spindelart som beskrevs av Ludwig Carl Christian Koch 1872. Miturga gilva ingår i släktet Miturga och familjen sporrspindlar. Inga underarter finns listade i Catalogue of Life.